# 惠特蘭鎮區 (堪薩斯州埃利斯縣)
惠特蘭鎮區（英語：Wheatland Township）為美國堪薩斯州埃利斯縣轄下的鎮區。2010年美国人口普查中此鎮區人口有386人。

## 地理
惠特蘭鎮區涵蓋總面積為140.2平方（54.15平方英里），其中陸地面積為140.2平方（54.15平方英里），水域面積為0平方（0.00平方英里）或0.00%。海拔高度606（1,988英尺）。

## 人口統計
根據2010年美國人口普查，惠特蘭鎮區人口有386人，其中男性有201人，女性有185人，人口密度為每平方公里2.75人，住房計180戶。鎮區內的白人有379人，非裔美國人有0人，美洲原住民有0人，亞裔美國人有0人，太平洋島裔美國人有0人，其他種族有4人，混血種族則有3人。此外鎮區內有5人為西班牙裔或拉丁裔美國人。此鎮區之年齡中位數為44.8歲，而男性年齡中位數為44.9歲，女性年齡中位數為44.8歲。

## 交通

### 主要公路
- 183號美國國道